# Prawit Wongsuwan
Prawit Wongsuwan (tailandès ประวิตร วงษ์สุวรรณ, nascut l'11 d'agost de 1945) és un polític tailandès, actual Primer Ministre de Tailàndia des del 24 d'agost de 2022.

## Biografia
Prawit Wongsuwan va exercir com a ministre de Defensa de Tailàndia del 2008 al 2011 i del 2014 al 2019 durant la dictadura de Prayut Chan-o-cha. Ha sigut vicepresident del Consell Nacional per a la Pau i l'Ordre (NCPO) i també ha ocupat el càrrec de viceprimer ministre. De 2004 a 2005 va ser el comandant en cap de l'Exèrcit Reial Tailandès (RTA).

### Primer ministre provisional
Després de la sentència del Tribunal Constitucional de Tailàndia el 24 d'agost de 2022, on el tribunal va suspendre el primer ministre general Prayut Chan-o-cha de servir com a primer ministre a l'espera de la deliberació sobre si havia superat el límit constitucional per al mandat de primer ministre, Prawit, del Palang Pracharath es va convertir en primer ministre en funcions de Tailàndia fins que l'Assemblea Nacional va votar Srettha Thavisin del Partit Pheu Thai com a nou primer ministre el 22 d'agost.